# Distretto di Xinhua (Pingdingshan)
Il distretto di Xinhua (新华区S, Xīnhuá QūP) è un distretto della Cina, situato nella provincia di Henan e amministrato dalla prefettura di Pingdingshan.